# Dzahadjou Hambou
Dzahadjou Hambou ou Dzahadju Hambu en Shikomor est un village de l'union des Comores, situé sur l'île de Grande Comore. En 2012, sa population est estimée à 2 002 habitants.

## Célébrités d'origine de Dzahadjou Hambou
Mr soulaimana soilih,
Général Salim Mohamed amir,
Soulaïmana rachid Dr tadjir,Mohamed Inoussa, Mohamed toihir